# 欧新黔
欧新黔（1949年—2009年7月12日），女，汉族，贵州贵阳人，中华人民共和国政治人物，曾任工业和信息化部副部长、党组成员，第十一届全国政协委员、经济委员会副主任。

## 生平
2008年，当选第十一届全国政协委员，代表经济界，分入第三十四组。并担任经济委员会副主任。
2009年7月12日，于北京逝世，享年59歲。